# باربارا فارست
باربارا فارست (انگلیسی: Barbara Forrest؛ زادهٔ ۲۵ ژوئن ۱۹۵۲) دانشمند در زمینه طراحی هوشمند اهل ایالات متحده آمریکا است.